# Pieter Stoop
Pour les articles homonymes, voir Stoop.
Pieter Stoop est un peintre néerlandais, à l'origine de grands tableaux abstraits, non figuratifs.

## Biographie
Il a fait sa formation artistique à l'Académie de l'enseignement catholique de Tilbourg (1962-1966) et à l'Académie Jan van Eyck de Maastricht (1966-1972).
À la fin de ses études, il obtient le prix de la Visual Arts de la ville de Maastricht (1972), et plus tard il reçoit un soutien financier pour faire un voyage d'étude au Maroc (Prins Bernhard Fonds, 1974) et à New York et au Mexique grâce à la bourse de voyage de CRM en 1979.
Pieter Stoop appartient au même mouvement artistique autour de la ville de Bois-le-Duc dans les années 1980 que Dirk Oeghoede, Johan Claassen, Johan de Mug, Cornelis (Cees ou Kees) de Voogd, Henk Pieterse, Zita Theelen.
Spécialisé dans la peinture et la sculpture et influencé par Soutine, Willem de Kooning et par Bram van Velde, l'artiste a révolutionné la peinture avec "Nieuwe Schilderijen".
Ce mouvement a été conçu exclusivement selon la matérialité. 
Stoop portait sur les matériaux de peinture et appliquait d'épaisses couches qui se superposaient pour atteindre une qualité d'épaisseur sur la toile.
Pieter Stoop disait : « L'essentiel n'est pas que je prenne le paysage comme point de départ, ce qui compte est de savoir comment le mouvement de la peinture et la couleur transforme la surface en autre chose : l'art du peintre. »
« Pieter Stoop rend les peintures magnifiquement modulées. », RH Fuchs.
Les grandes toiles constituent sa sphère de travail, qui sont traitées à travers un long processus qui amène l'artiste de la peinture à l'huile à alterner avec de petit format, des dessins et peintures à l'acrylique pour faire un croquis rapide. Pieter Stoop  vie actuellement à Eindhoven.

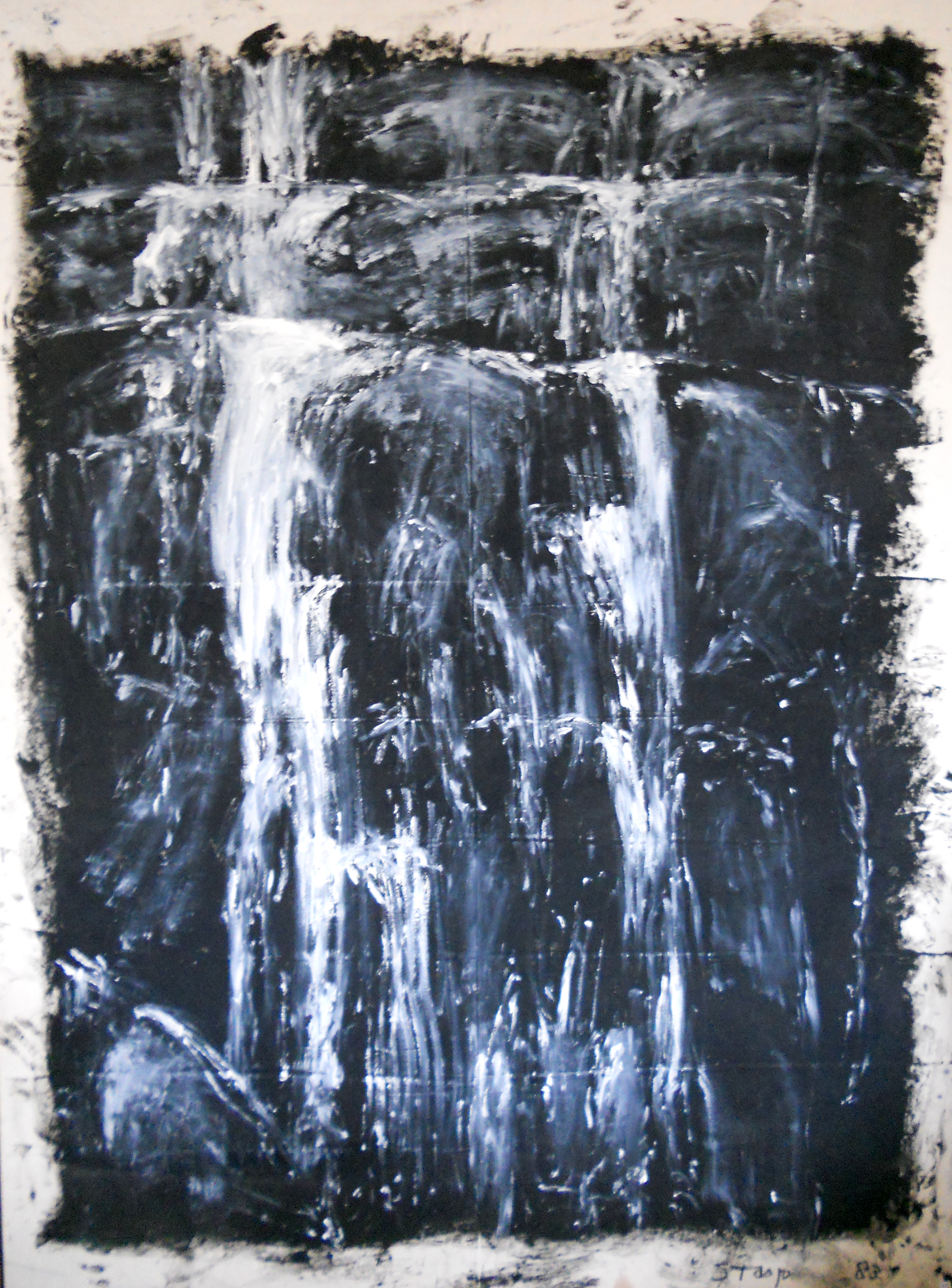
Sans Titre, 1983, huile sur toile, format 210 cm x 155 cm.

## Études
- 1962-1966 Académie des Beaux Arts, Tilbourg.
- 1966-1972 Jan van Eyck-Academie, Maastricht.

## Notes et références

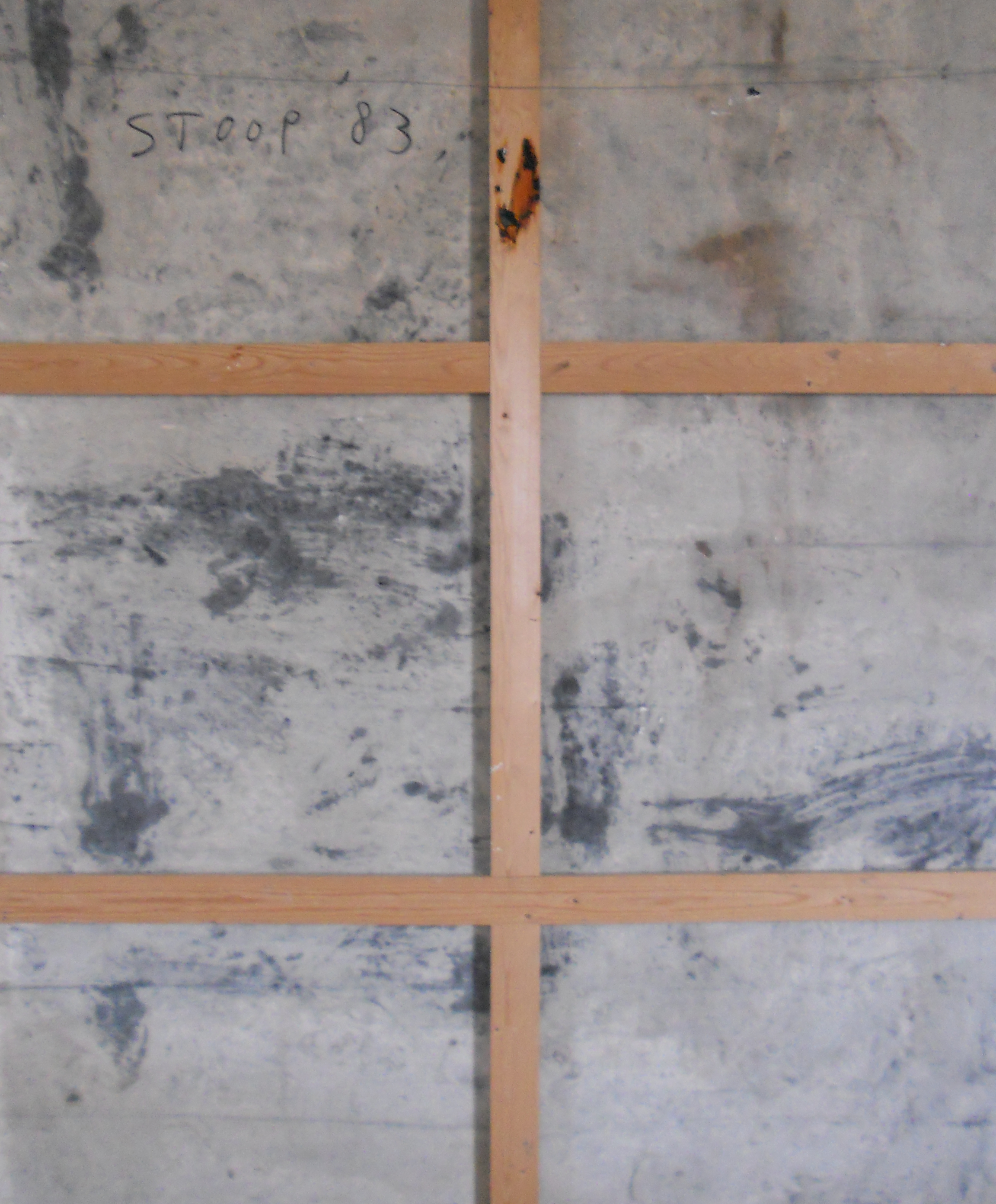
Verso du tableau, Sans Titre, 1983

## Prix
- 1972 Prix des Beaux-Arts de la Ville de Maastricht.

## Voyages d'étude
- 1974 Étude de voyage au Maroc.
- 1979 Bourse de voyage de CRM à New York et au Mexique.
- 1984 Bourse de travail de WVC (également en 1986, 1990, 1992).

## Expositions Individuelles
- 1972 Galerie Rolau, Amsterdam.
- 1974 Galerie Wetering, Amsterdam.
- 1975 Le Krabbedans, Eindhoven.
- 1978 Galerie Wetering, Amsterdam.
- 1979 Le Van Abbemuseum, Eindhoven.
- 1980 Galerie Wetering, Amsterdam.
- 1981 De Librije, Zwolle et Wetering Galerie, Amsterdam.
- 1982 Gemeentemuseum, Arnhem.
- 1984 Van Abbemuseum, Eindhoven et Wetering Galerie, Amsterdam.
- 1985 Art Lens Fine, Anvers, Belgique et à la Galerie Tegenbosch, Eindhoven.
- 1986 Galerie Wetering, Amsterdam.
- 1987 Kunst  Rai, Amsterdam (Galerie Wetering) fr Wetering Galerie, Amsterdam.
- 1988 Galerie Tegenbosch,Eindhoven, Wetering Galerie, Amsterdam, Amro-bank, Rembrandtplein, Amsterdam et Amro-bank, Coolsingel, Rotterdam.
- 1992 Galerie Wetering, Amsterdam.
- 1995 Association L'Archipel, Apeldoorn.
- 1996 Galerie Wetering, Amsterdam.
- 2001 Galerie Wetering, Amsterdam.

## Publications
- 1976 11 Peintres, Stedelijk Museum, Amsterdam.
- 1978 Catalogue, Pieter Stoop, Van Abbemuseum, Eindhoven.
- 1982 Catalogue, Pieter Stoop, Gemeentemuseum Arnhem. (AAP) and (PAA) et Nieuwe schilderkunst, akademie Arnhem Pers.
- 1984 Catalogue, Pieter Stoop, Van Abbemuseum, Eindhoven, Catalogue Rijksaankopen 1984 et De Nederlandse identiteit in de kunst na 1945 (Meulenhof) na 1945 (Meulenhof).
- 1985 Reportage RTBF-télévision belge.
- 1986 Ooghoogte, Van Abbemuseum, Eindhoven et Rijksaankopen, 1986.
- 1987 Schilderkunst dans Noordbrabant na 1995 (p. 95-102) et le catalogue Pieter Stoop, Galerie Wetering, Amsterdam.
- 1988 Catalogue, een collectie, Amro-Bank et le catalogue Kunstcollectie Bouwfonds.
- 1991 Stadsgalerij Heerlen et catalogue Collectie AMC, Amsterdam.
- 1999 Moderne Kunst, Het Valkhof, Nimègue.

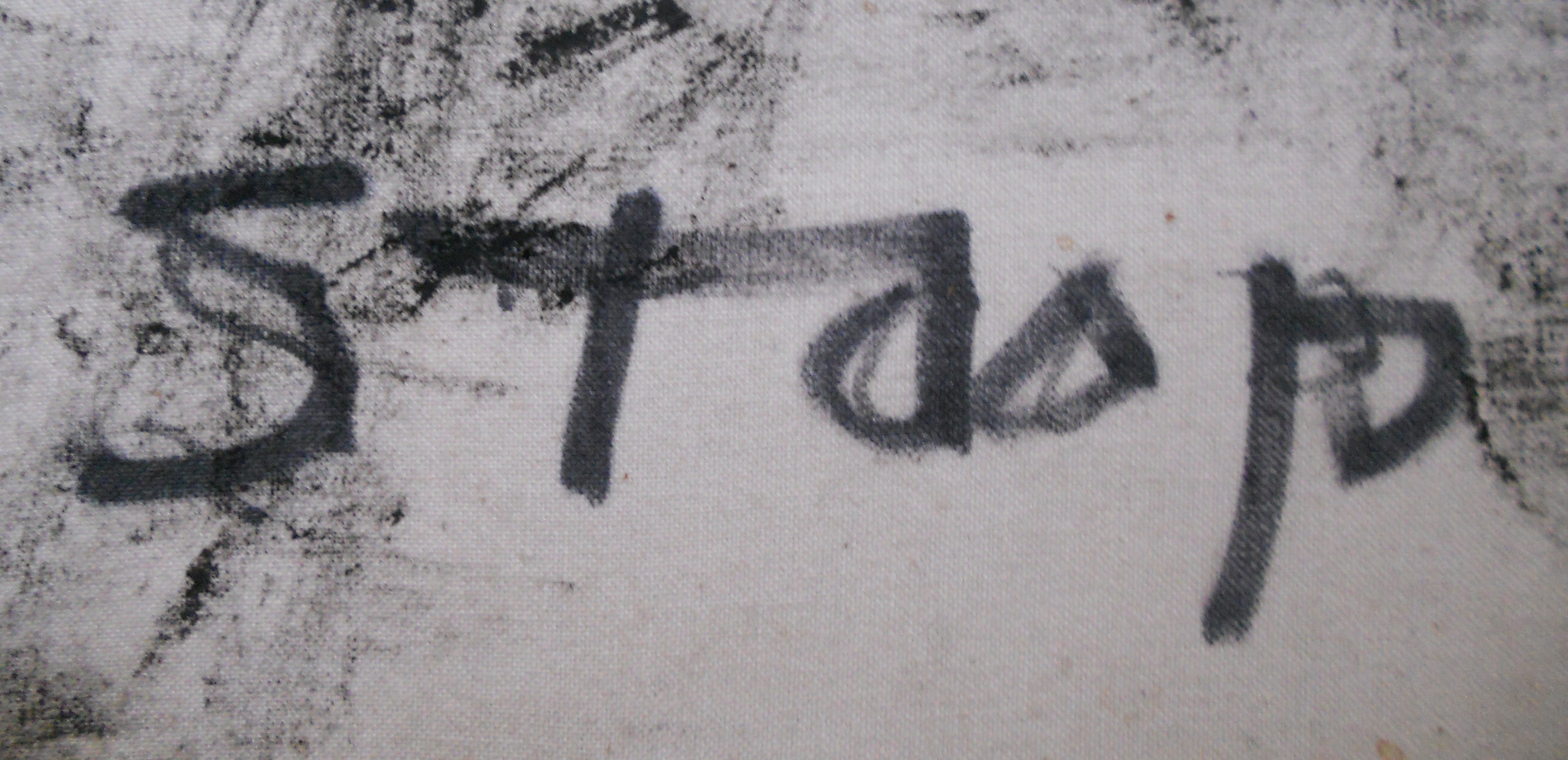
Signature de pieter Stoop sur les tableaux en 1983

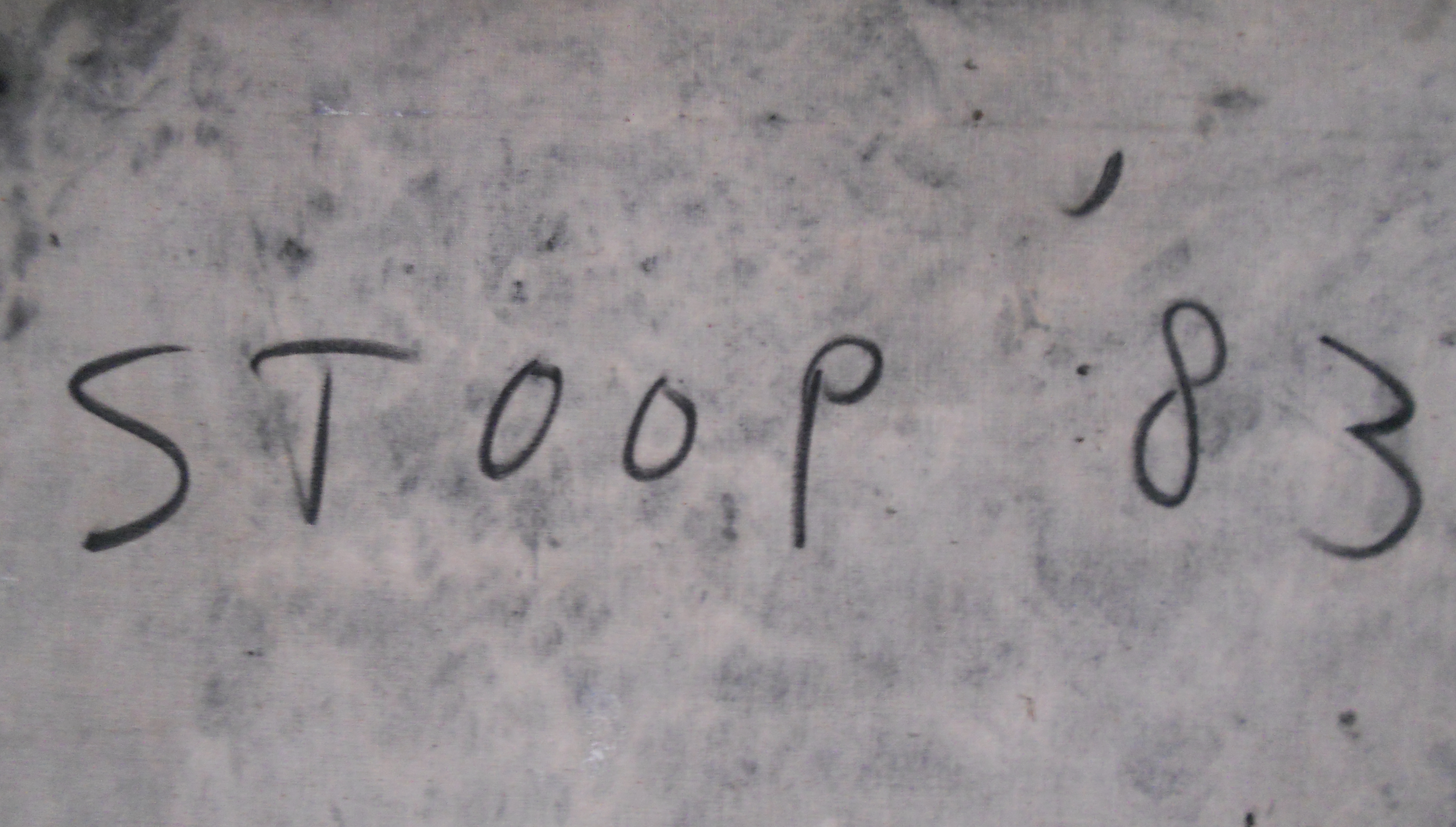
Contre Signature au verso, 1983

- 2002 Fontys Hogescholen, Tilbourg.
- 2003 Rijzend daglicht, Eindhoven.

## Collections dans les musées
- Stedelijk Museum, Amsterdam
- Van Abbemuseum, Eindhoven
- Centraal Museum, Utrecht.
- Nijmeegs Museum, het Valkhof, Nimègue
- Noordbrabandsmuseum, Bois-le-Duc
- Stadsgalerij Heerlen
- Rijksmuseum Twente, Enschede
- Museum de l'art religieux, Uden

## Ses Collections Publiques
- Ville d'Amsterdam.
- Ville d'Eindhoven.
- Ville de Waalwijk.
- Ville de Uden.
- Province de Brabant-Septentrional.
- Province de Hollande-Septentrionale.
- Ville de Rosmalen.

## Les Collections privées
- PTT-collection.
- Collection ABN-AMRO-bank.
- Collection Bouwfonds.
- Stuyvesant-collection.
- AMC, Amsterdam.
- Collection Randstad.
- Collection Kon. Numico.

## Invitations en tant que Conférencier
- Academie de Beaux Arts, Arnhem.
- Academie Design Industrielle, Eindhoven.
- Jan van Eyck-Academie, Maastricht.
- Académie des Beaux Arts, Tilbourg.